# كوكاتو الفلبين
كوكاتو الفلبين هو نوع من الكوكاتو متوطن في الفلبين.